# 夏迪格羅夫 (伊利諾伊州)
夏迪格羅夫（英語：Shady Grove）是位於美國伊利諾伊州馬薩克縣的一個非建制地區。該地的面積和人口皆未知。

## 地理
夏迪格羅夫的座標為37°07′26″N 88°33′57″W / 37.12389°N 88.56583°W，而該地的平均海拔高度為105米（即344英尺）。